# R v. Dudley and Stephens
Naufrage du yacht Mignonette
R v. Dudley and Stephens (Regina versus Dudley and Stephens - 1884) est une affaire criminelle majeure en droit anglais qui constitua un précédent au sein de la common law, établissant que la nécessité n'était pas une défense à une accusation de meurtre.
L'affaire concerne un cas de cannibalisme de survie à la suite du naufrage du yacht Mignonette en 1884 et sa justification sur la base de l'un des « usages de la mer (en) ». Elle marque le point culminant d'une longue suite de tentatives législatives, malgré la sympathie de l'opinion publique pour les naufragés, de rendre caducs ces « usages » ; l'affaire est devenue une cause célèbre dans l'Angleterre victorienne. Cette affaire présente une similitude avec un récit de fiction, écrit par Edgar Allan Poe et publié en 1838, décrivant des faits analogues, dont la victime est homonyme.

## Faits

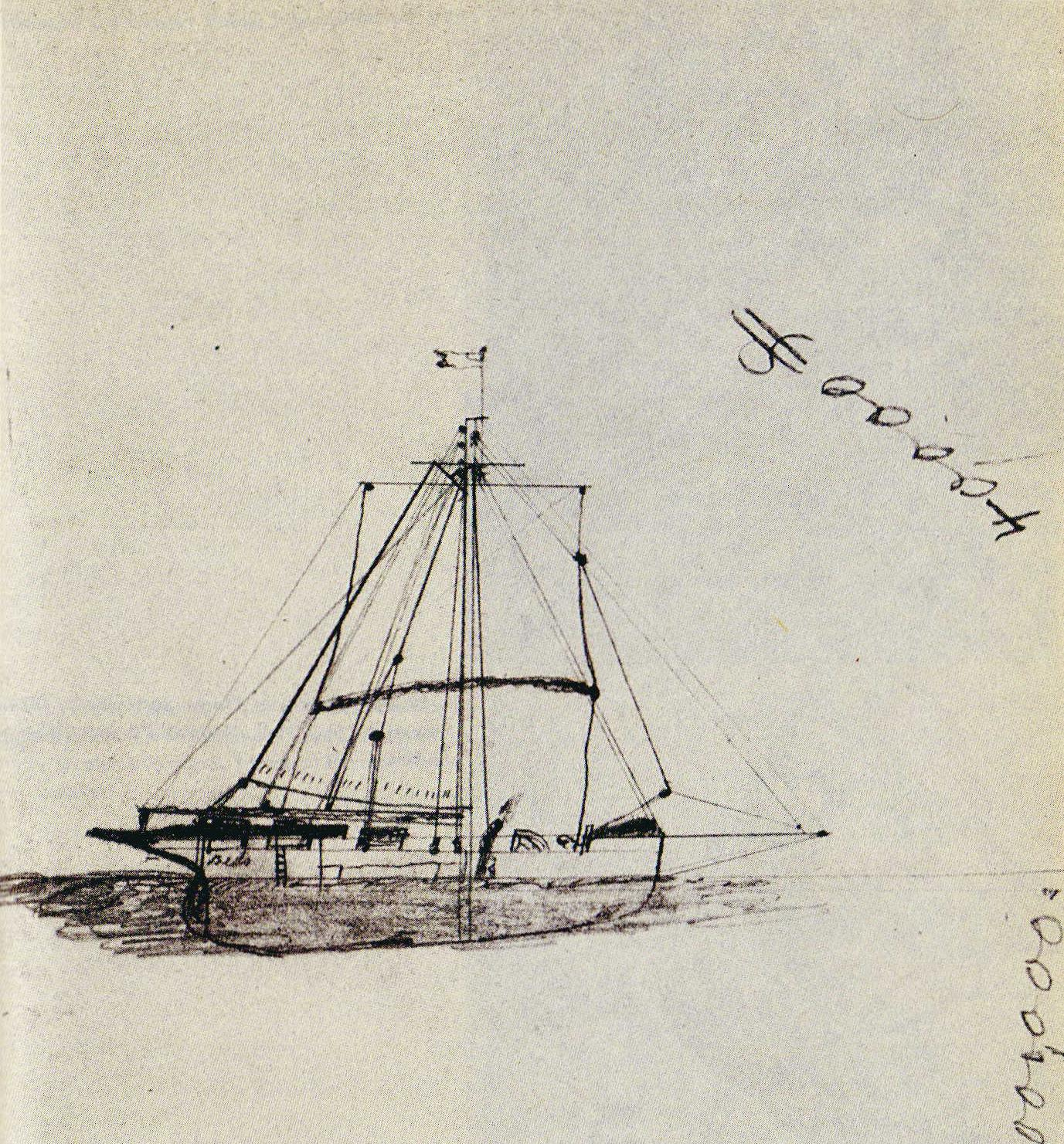
Croquis du yacht anglais Mignonette par Tom Dudley.

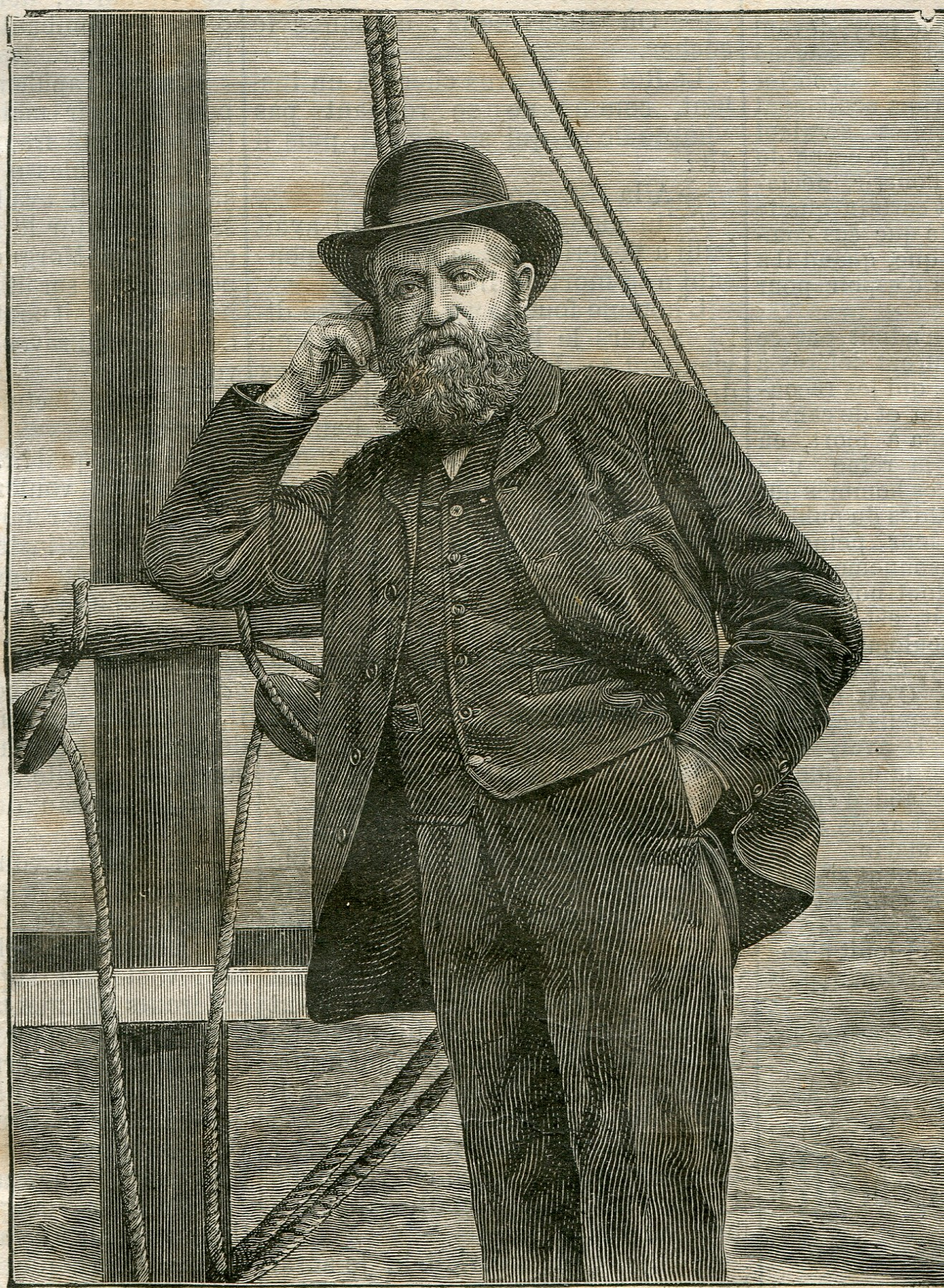
Le capitaine Dudley, commandant du navire La Mignonnette.

Le 19 mai 1884, un petit yacht d'environ 19 tonneaux dénommé Mignonette quitte le port de Southampton, en Angleterre pour se rendre à Sydney en Australie. À son bord, un équipage de quatre personnes seulement, composé du capitaine Tom Dudley, des matelots Edwin Stephens et Edmund Brooks, et du jeune mousse Richard Parker, âgé de 17 ans. 
Le 5 juillet, le bateau coule à environ 1 600 milles au nord-ouest du cap de Bonne-Espérance, soit dans l’Atlantique Sud, probablement victime du phénomène de vague scélérate, considéré comme relativement rare. L'équipage se retrouve alors en perdition dans un modeste canot, sans eau et sans vivres.
Les 16 et 17 juillet, un tirage au sort est discuté afin de désigner qui sera sacrifié pour nourrir les autres, mais aucune décision n'est prise. Le 23 ou le 24 juillet, Richard Parker est dans le coma à la suite du manque de nourriture. Dudley propose de l'achever, mais Brooks refuse. Après quelques jours d'âpres discussions, Dudley et Stephens décident que Parker sera sacrifié avant sa mort naturelle, afin de préserver son sang à boire, sans aucune opposition de Brooks. Le capitaine Dudley dit une prière, puis tandis que Stephens tient les jambes de Parker, il tue le jeune garçon en lui tranchant la veine jugulaire. Dudley, Stephens et Brooks sont finalement retrouvés par le trois-mâts allemand Montezuma qui les accueille à bord le 6 septembre 1884.

## Procès
Dudley et Stephens sont initialement condamnés à mort par la cour britannique, mais la sentence prononcée à leur égard est réduite à six mois d'emprisonnement ferme, en grande partie en raison de l'opinion publique et à la demande de la reine Victoria elle-même. L'affaire fait l'objet d'une jurisprudence dans les pays anglo-saxons.

## Similitude

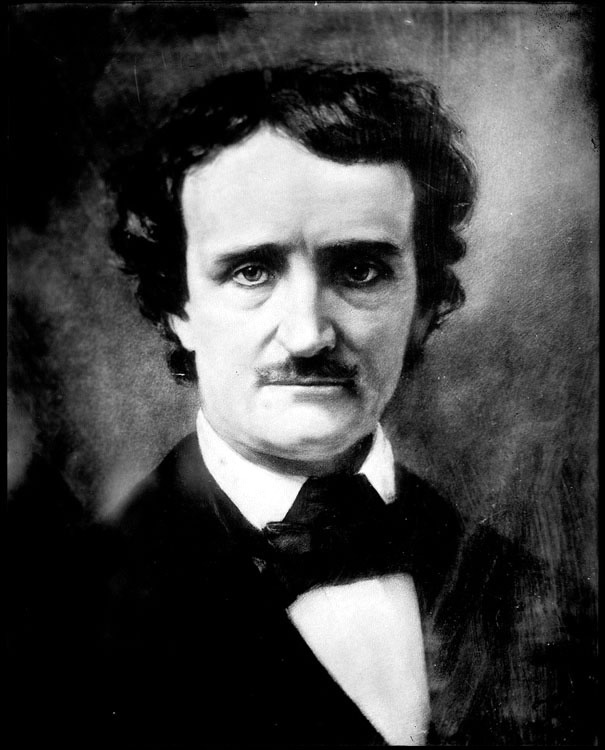
Edgar Allan Poe.

Dans le roman de l'auteur américain Edgar Allan Poe, Les Aventures d'Arthur Gordon Pym, publié en anglais en 1838 (donc quarante-six ans avant les faits), un passage évoque l'histoire de quatre rescapés ayant subi le naufrage d'un navire dénommé Grampus et qui, manquant de nourriture, décident de tirer à la courte paille lequel sera mangé par les trois autres. Un jeune garçon de cabine nommé Richard Parker, à l'origine de cette idée, perd au tirage au sort et finit mangé par les trois autres membres de l'équipage, non loin des côtes du cap de Bonne-Espérance,.